# جان فورد (نمایشنامه‌نویس)
جان فورد (به انگلیسی: John Ford) (۱۵۸۶ – ۱۶۳۹) نمایشنامه‌نویس و شاعر انگلیسی از دورهٔ الیزابتی و جاکوبی بود. نمایشنامه‌های او عمدتاً در مورد درگیری بین هوای نفس و وجدان است. با اینکه فورد در درجه اول به عنوان یک نمایشنامه‌نویس یاد می‌شود، او همچنین تعدادی از اشعار دربارهٔ عشق و اخلاق نوشته‌است.
فورد برای تراژدی افسوس که او یک فاحشه است (۱۶۳۳)، یک درام خانوادگی با یک خط طرح دربارهٔ رابطهٔ جنسی بین برادر و خواهر، شناخته شده‌است. عنوان این تراژدی اغلب در تولیدات جدیدتر تغییر یافت؛ گاهی اوقات به سادگی با عنوان جیووانی و آنابلا شناخته می‌شد و قبلاً در قرن نوزدهم به صورت خجالتی فقط با عنوان برادر و خواهر شناخته می‌شد. این قطعه که در زمان خودش تکان‌دهنده محسوب می‌شد، همچنان به‌طور گسترده‌ای به عنوان یک قطعهٔ کلاسیک از درام انگلیسی در نظر گرفته می‌شود.

## زندگی
جان فورد در ۱۵۸۶ در روستای ایلسیتگتون در دوون، انگلستان متولد شد و در ۱۷ مارس ۱۵۸۶ در کلیسای ایلسینگتون، دوون غسل تعمید داده شد. او پسر دوم توماس فورد (۱۵۵۶–۱۶۱۰) از خانوادهٔ باگتور در ایلسینگتون و همسرش الیزابت پوپهام (درگذشت ۱۶۲۹) از خانواده پوپهام از هانتورث در سامرست بود. بنای یادبود او در کلیسای ایلسینگتون وجود دارد. پدر بزرگ توماس فورد، جان فورد از اشبرتون (درگذشت ۱۵۳۸) (پسر و وارث ویلیام فورد چگفورد بود که املاک باگتور را در محله ایلسینگتون خریداری کرد و وارثان مردش پی در پی جای خود را گرفتند. امروزه یک عمارت الیزابتین از فورد در باگتور باقی مانده‌است.

## آثار

### نمایشنامه‌ها

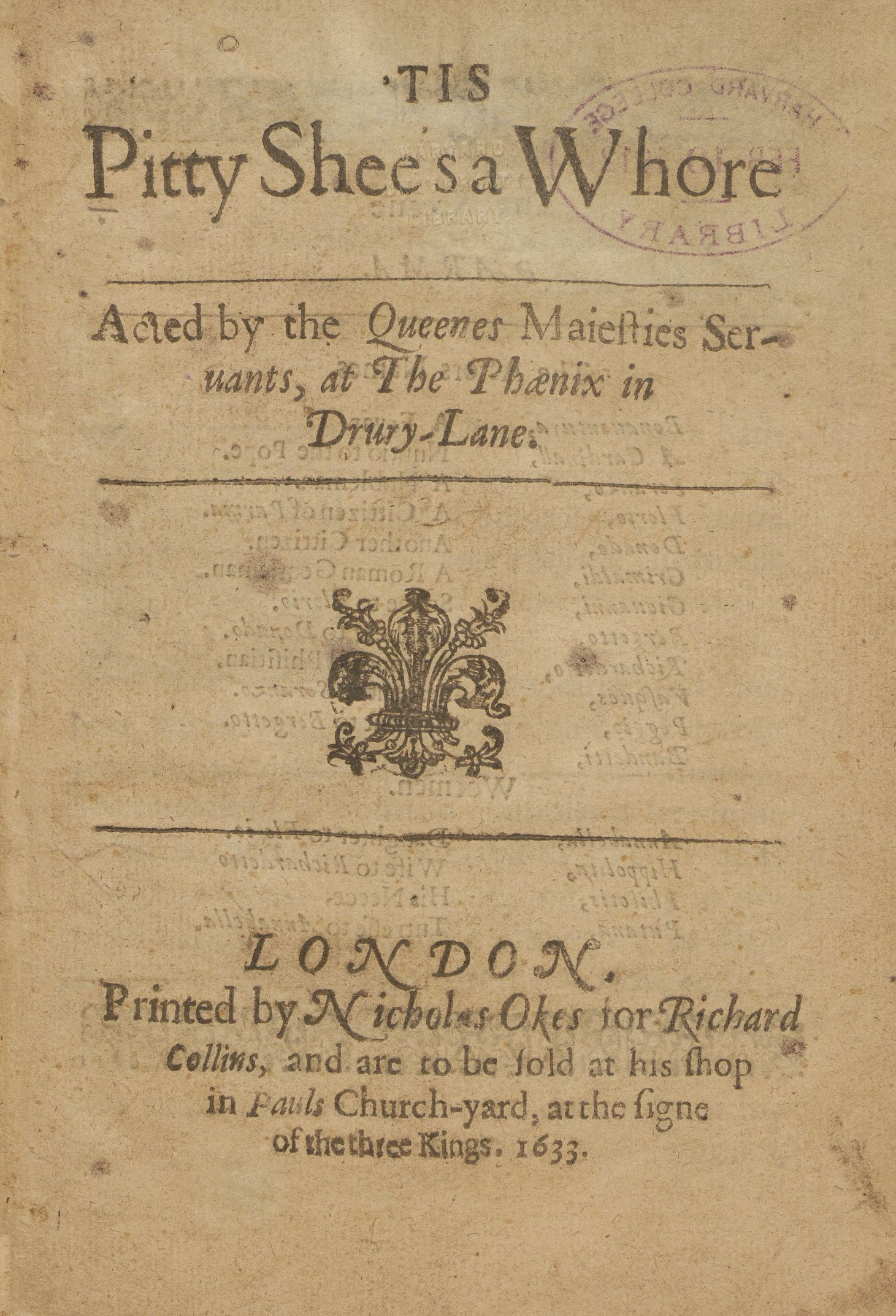
صفحه عنوان اولین چاپ افسوس که او یک فاحشه است، (۱۶۳۳)

فورد حرفه دراماتیک خود را با کمک به نمایشنامه‌های دیگر به عنوان نویسندهٔ همکار با نمایشنامه‌نویس‌های معتبرتر آغاز کرد، امری که در آن دوره معمول بود. شش چنین نمایشنامه‌هایی از او باقی مانده‌اند:
- قوانین کندی[الف] (۱۶۲۰؛ چاپ ۱۶۴۷)، با فیلیپ ماسینگر؛[ب]
- جادوگر ادمونتون[پ] (۱۶۲۱؛ چاپ شده ۱۶۵۸)، با توماس دکر[ت] و ویلیام راولی؛[ث]
- سفیر ولز[ج] (۱۶۲۳؛ چاپ شده ۱۹۲۰)، با دکر؛
- کولی اسپانیایی[چ] (مجوز ۹ جولای ۱۶۲۳؛ چاپ ۱۶۵۳)، با دکر، توماس میدلتون،[ح] و راولی؛
- عزیز خورشید[خ] (مجوز ۳ مارس ۱۶۲۴؛ تجدید نظر شده ۱۶۳۸–۳۹؛ چاپ شده ۱۶۵۶)، با دکر؛
- خدمتکار نمایشگاه از مسافرخانه[د] (۱۶۲۶؛ چاپ شده ۱۶۴۷)، با ماسینگر، جان وبستر،[ذ] و جان فلچر.[ر]

پس از ۱۶۲۶ فورد به یک نویسنده مستقل تبدیل شد و هشت نمایشنامهٔ دیگر نوشت:
- ملکه[ز] (۱۶۲۷؛ چاپ ۱۶۵۳)
- سودای عاشق[ژ] (مجوز ۲۴ نوامبر ۱۶۲۸؛ چاپ شده ۱۶۲۹)
- قلب شکسته[س] (۱۶۲۹؛ چاپ ۱۶۳۳)
- افسوس که او یک فاحشه است (۱۶۳۱؛ چاپ ۱۶۳۳).
- قربانی عشق[ش] (۱۶۳۲؛ چاپ ۱۶۳۳)
- پرکین واربک[ص] (۱۶۳۳؛ چاپ ۱۶۳۴)
- تخیلات پاکدامن و نجیب[ض] (۱۶۳۶؛ چاپ ۱۶۳۸)
- محاکمه بانو[ط] (مجوز ۳ بیشتر ۱۶۳۸؛ چاپ شده ۱۶۳۹)

### اشعار
علاوه بر اشعار یاد شده چند شعر دیگر نیز از فورد باقی مانده‌است. جان گاف آهنگساز استرالیایی در دهه ۱۹۲۰ اثر فورد «زیباییِ زیبایی» را به موسیقی تبدیل کرد.